# Bram Cohen
Bram Cohen, född 1975, är en amerikansk datorprogrammerare, mest känd som skapare av Bittorrent. Han är också medgrundare av CodeCon, organisatör till Bay Area p2p-hackers meeting och skapare av Codeville.
Cohen växte upp i Upper West Side i Manhattan, New York och lärde sig BASIC när han var 5 år gammal på sin familjs Timex Sinclair-dator. Han tog studenten på Stuyvesant High School (1993), och började på University at Buffalo.
Han hoppade sedan av college och arbetade på några dot com-företag. Men i mitten av 1990-talet började han arbeta på MojoNation.
I april 2001 slutade Cohen på MojoNation och började arbeta med Bittorrent. Cohen avslöjade sina idéer på CodeCon-konferensen.
Cohen säger att han har Aspergers syndrom.
Cohen bor i San Francisco Bay Area med sin fru Jenna och sina tre barn.

## Andra intressen
Cohen tycker om origami och att jonglera med upp till fem bollar, men något som han kallar "Recreational mathematics" (nöjesmatematik) är hans största intresse.